# Schlösser und Parks von Potsdam und Berlin

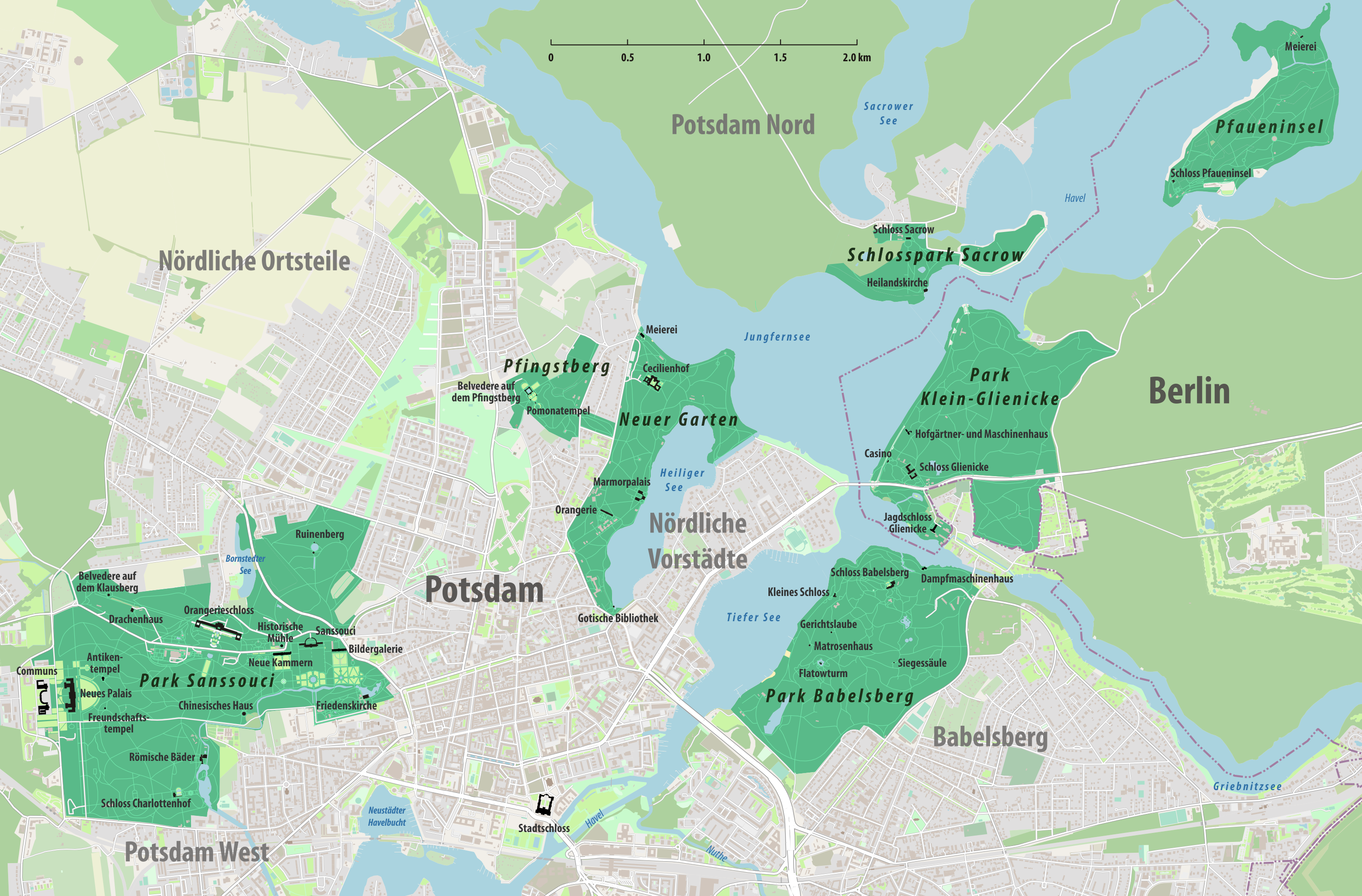
Schlösser und Parks der Stiftung Preußische Schlösser und Gärten Berlin-Brandenburg in Potsdam und Berlin-Wannsee

Schlösser und Parks von Potsdam und Berlin ist eine von der UNESCO gelistete Stätte des Weltkulturerbes in Deutschland.

## Umfang der Welterbestätte
Die Eintragung der Potsdamer Schlösser und Parks in die UNESCO-Welterbeliste hatte die Deutsche Demokratische Republik am 29. September 1989 beantragt. Die Bundesrepublik Deutschland ihrerseits schlug am 14. Juni 1990 den Teil der Havellandschaft mit den Schloss- und Gartenanlagen in Glienicke sowie die Pfaueninsel zur Eintragung vor. Grundlage für die Aufnahme waren die Antragsunterlagen und die dazu abgegebenen Stellungnahmen von ICOMOS (International Council on Monuments and Sites) vom April 1990 für Potsdam und vom Oktober 1990 für Berlin.
Die Welterbestätte wurde zweimal erweitert. 1992 kamen das Schloss und der Park Sacrow mit der Heilandskirche hinzu. 1999 wurden als weitere Areale integriert: die Lindenallee westlich des Neuen Palais, die ehemalige Gärtnerlehranstalt sowie der ehemalige Kaiserbahnhof und dessen Umgebung, Schloss und Garten Lindstedt mit umgebender Niederung, die Dorflage Bornstedt mit Kirche und Friedhof, der Voltaireweg als Verbindungsweg zwischen Park Sanssouci und Neuem Garten, die Allee nach Sanssouci als Eingangsbereich des Parks Sanssouci, die Kolonie Alexandrowka mit ihrem Kapellenberg, das Belvedere auf dem Pfingstberg mit Pomonatempel, die Villa Henckel mit Garten, das Mirbachwäldchen als Verbindung zwischen Pfingstberg und Neuem Garten, der Garten der Villa Alexander sowie das Gelände an der Sternwarte in Babelsberg. Insgesamt umfasst die UNESCO-Welterbestätte 2064 Hektar.

## Beeinträchtigungen durch Grenzziehung

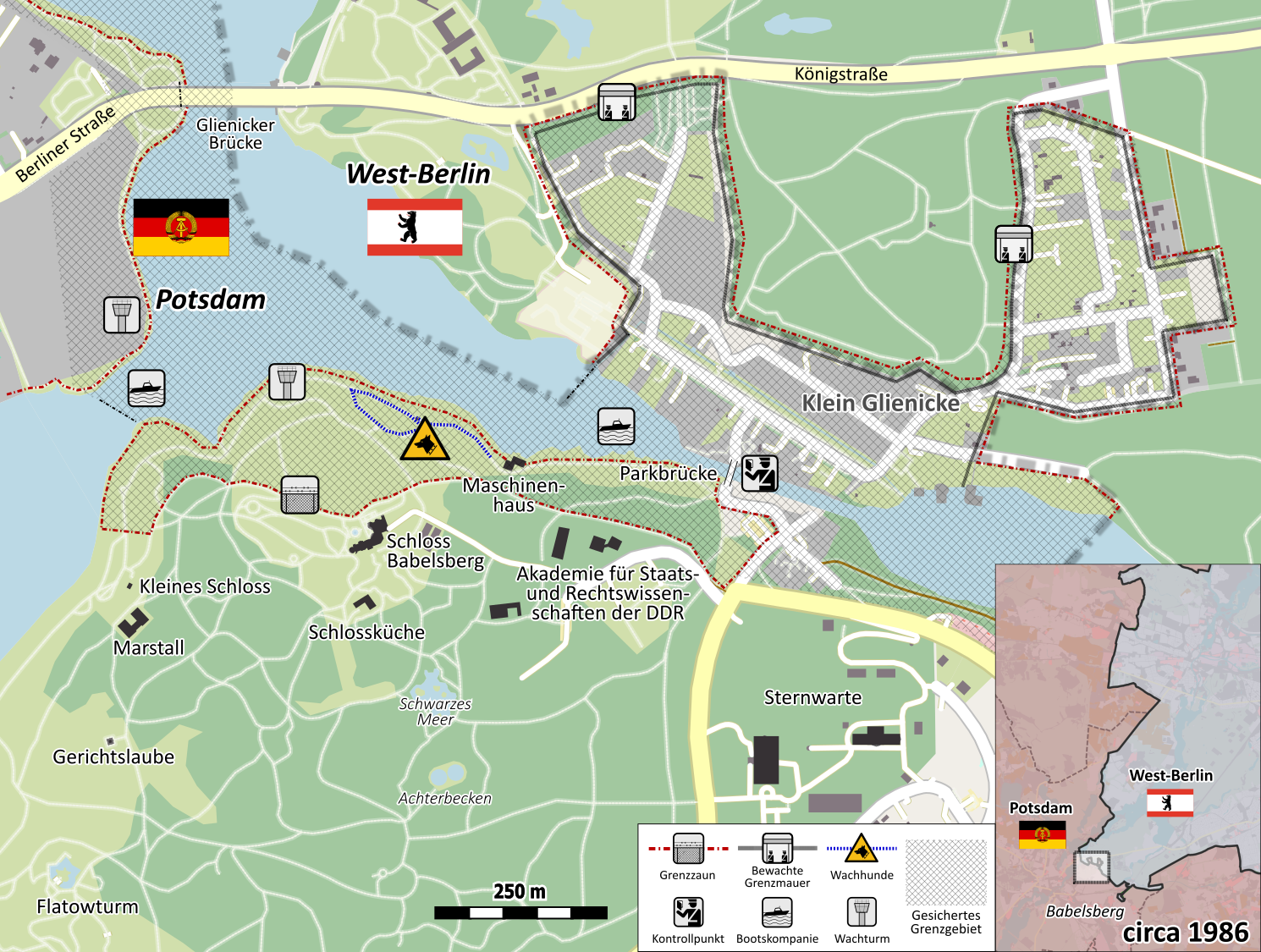
Nördlich von Schloss Babelsberg lag während der deutschen Teilung das Grenzgebiet zwischen West-Berlin und der Deutschen Demokratischen Republik. Zur Verhinderung von Fluchtaktionen aus Potsdam nach West-Berlin ließ die Regierung der DDR ab 1961 Maschendrahtzäune, Hundelaufanlagen, Kolonnenwege und Grenztürme in dem Bereich anlegen.

Das heutige Welterbe lag ab 1945 teils in der Sowjetischen Besatzungszone (SBZ), später im Bezirk Potsdam der DDR, und teils in West-Berlin. Mit der Errichtung der Berliner Mauer verwandelte die DDR 1961 die 30 ha der historischen Uferanlagen von Sacrow, Park Babelsberg und des Neuen Gartens in Sperrzonen mit 3,6 Meter hohen Mauern und vorgelagerten Stacheldrahtzäunen, ergänzt durch asphaltierte Kolonnenwege und Wachtürme, innerhalb derer Parkbauten beseitigt wurden und die größeren Gebäude verfielen. Nach der deutschen Wiedervereinigung konnten diese Schäden behoben werden.